# Andrena subshawella
Andrena subshawella är en biart som beskrevs av Embrik Strand 1915. Andrena subshawella ingår i släktet sandbin, och familjen grävbin. Inga underarter finns listade i Catalogue of Life.